# أحمد بن صالح الجيلي
أبو الفضل أحمد بن صالح بن شافع بن صالح بن حاتم الجيلي البغدادي، (520 هـ - 565 هـ) محدث بغداد وعالم بالجرح والتعديل.

## أخباره
سمعه أبوه من: أبي غالب ابن البناء، وهبة الله بن الطبر، وهبة الله بن عبد الله الشروطي، والقاضي أبي بكر، وبدر الشيحي. ثم طلب هو بنفسه، وتلا بالروايات على أبي محمد سبط الخياط، ولازم الحديث، فأكثر منه، واقتفى أثر ابن ناصر، وحذا حذوه، وتخرج به، واستملى له، ثم كان قارئ الحديث بمجلس ابن هبيرة الوزير.
روى عنه: ابن الأخضر، والحافظ عبد الغني المقدسي، وموفق الدين المقدسي.
كان مليح الخط، متقنا، ورعا، دينا، على سمت السلف. كان ذا حلم، وسؤدد، وصفات حميدة، مات كهلًا في شعبان، سنة خمس وستين وخمسمائة.

## ثناء العلماء عليه
- قال فيه الذهبي: الإمام الحافظ المفيد محدث بغداد، وكان مليح الخط متقنا ورعا دينا على سمت السلف.
- وقال عمر بن علي القرشي: أحد العلماء الاثبات، كتب الكثير، ونال رئاسة مع علم ودين وتثبت وإتقان.
- وقال محب الدين بن النجار: كان حافظا حجة ثبتا ورعا سنيا، صحيح النقل، كان ذا حلم وسؤدد وصفات حميدة.
- وقال موفق الدين المقدسي: إمام ثقة حافظ، إمام في السنة.
- وقال ابن رجب "مفيد العراق".[3]